# Göstling an der Ybbs
Göstling an der Ybbs osztrák mezőváros Alsó-Ausztria Scheibbsi járásában. 2022 januárjában 1988 lakosa volt. 

## Elhelyezkedése

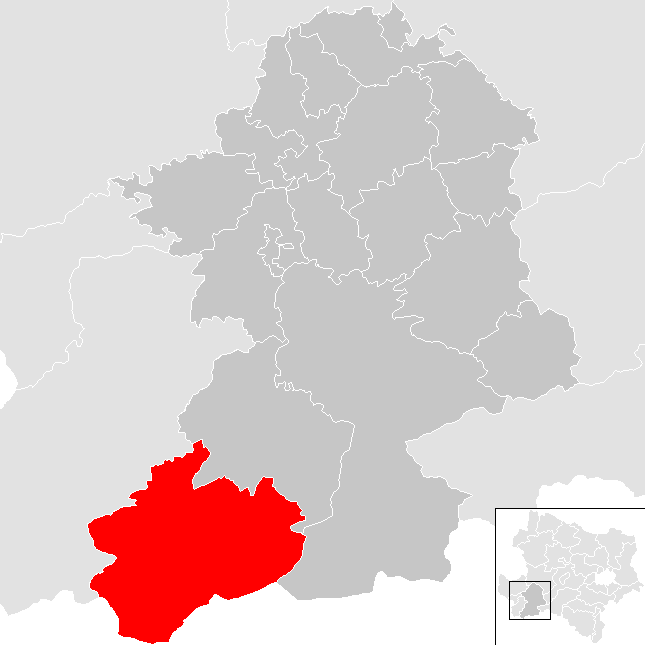
Göstling an der Ybbs a Scheibbsi járásban

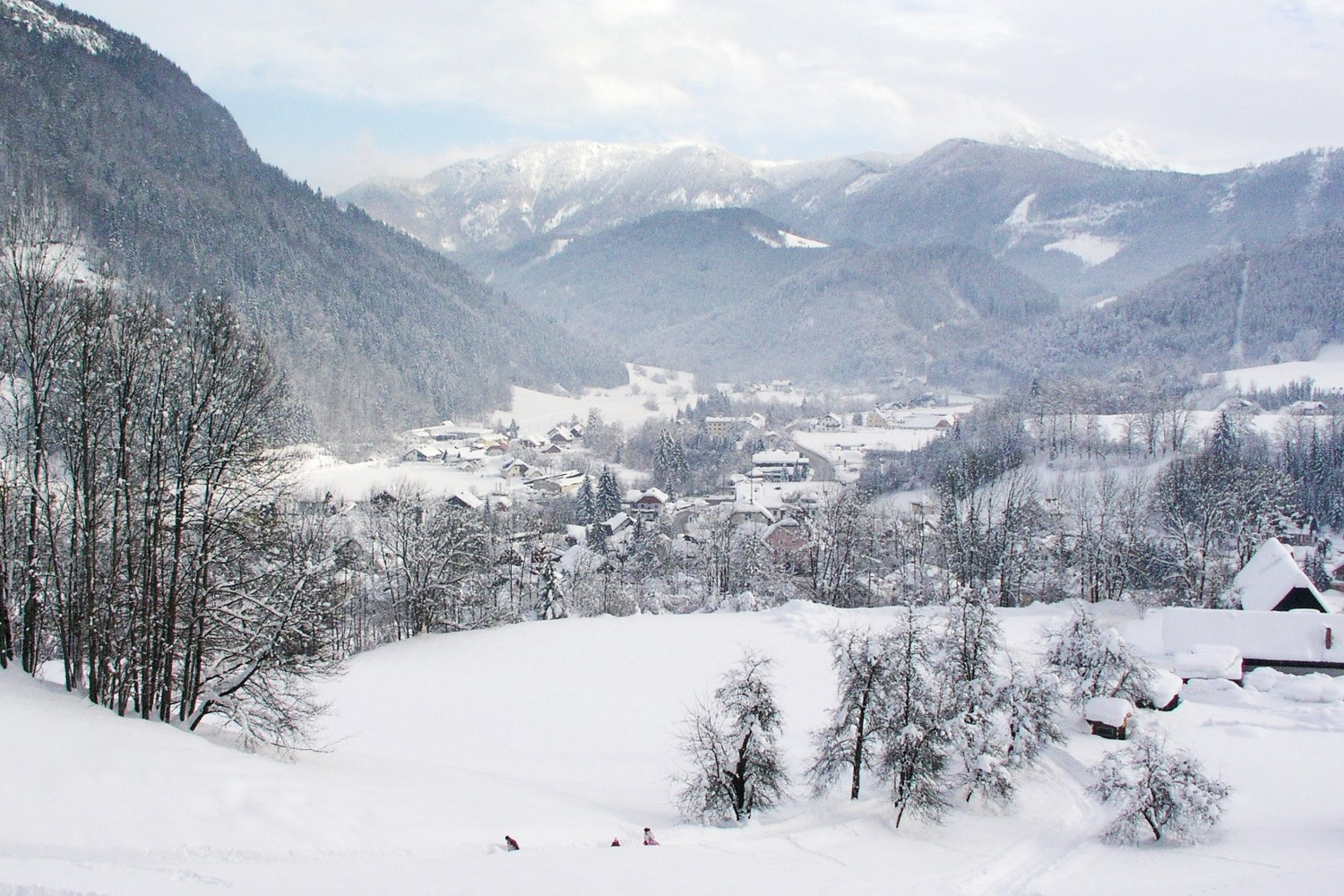
Göstling télen

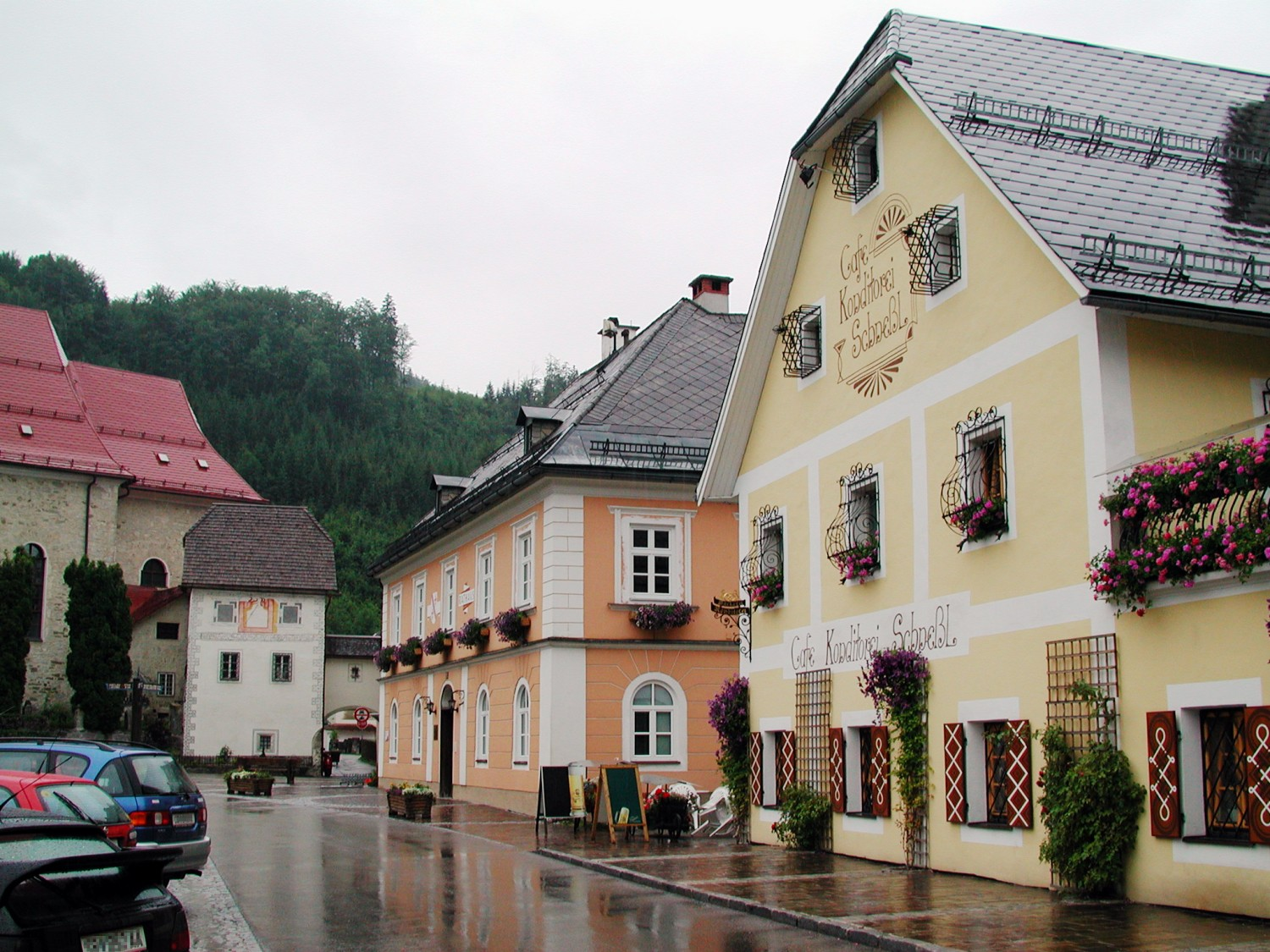
A főtér

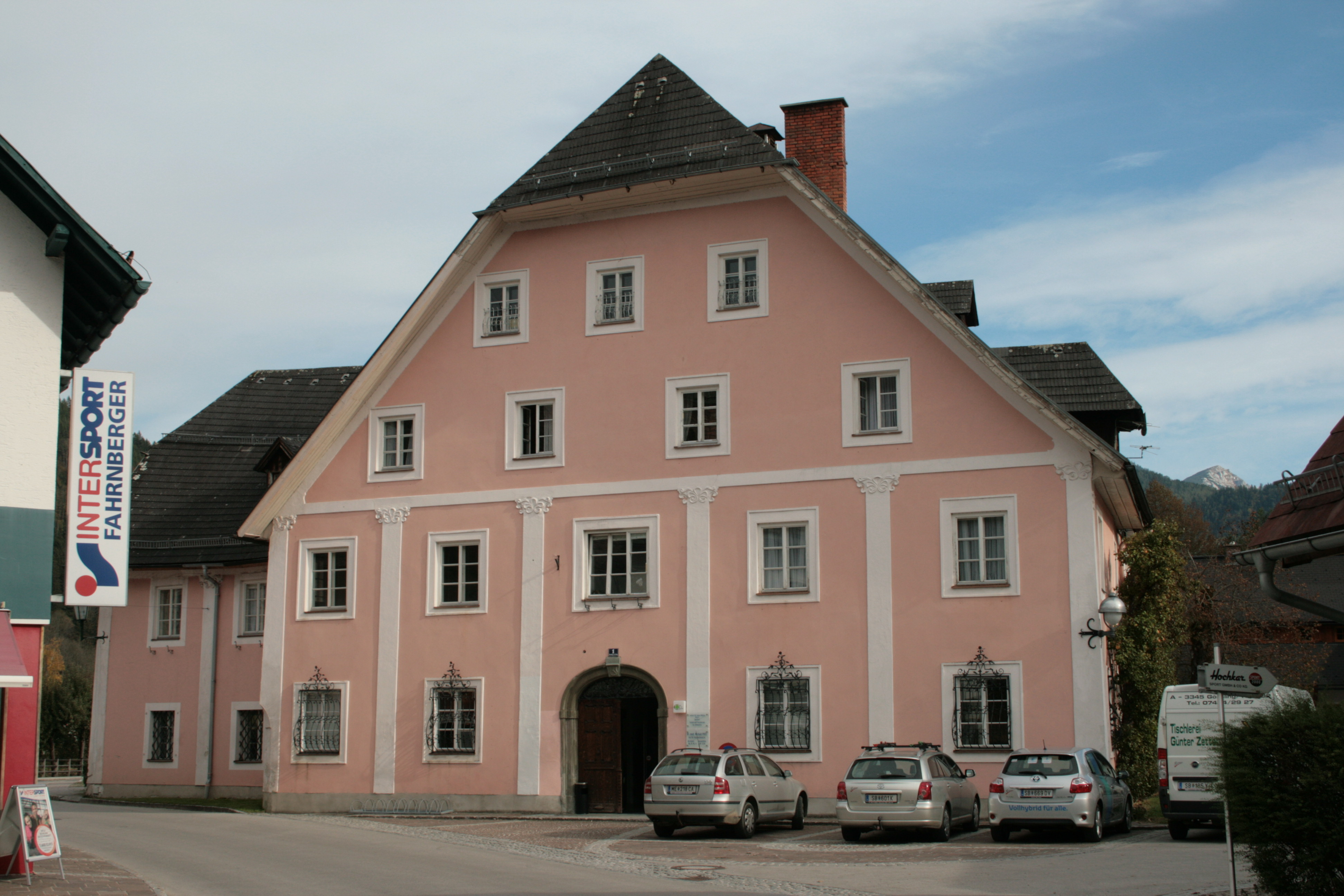
A Fürstenhaus

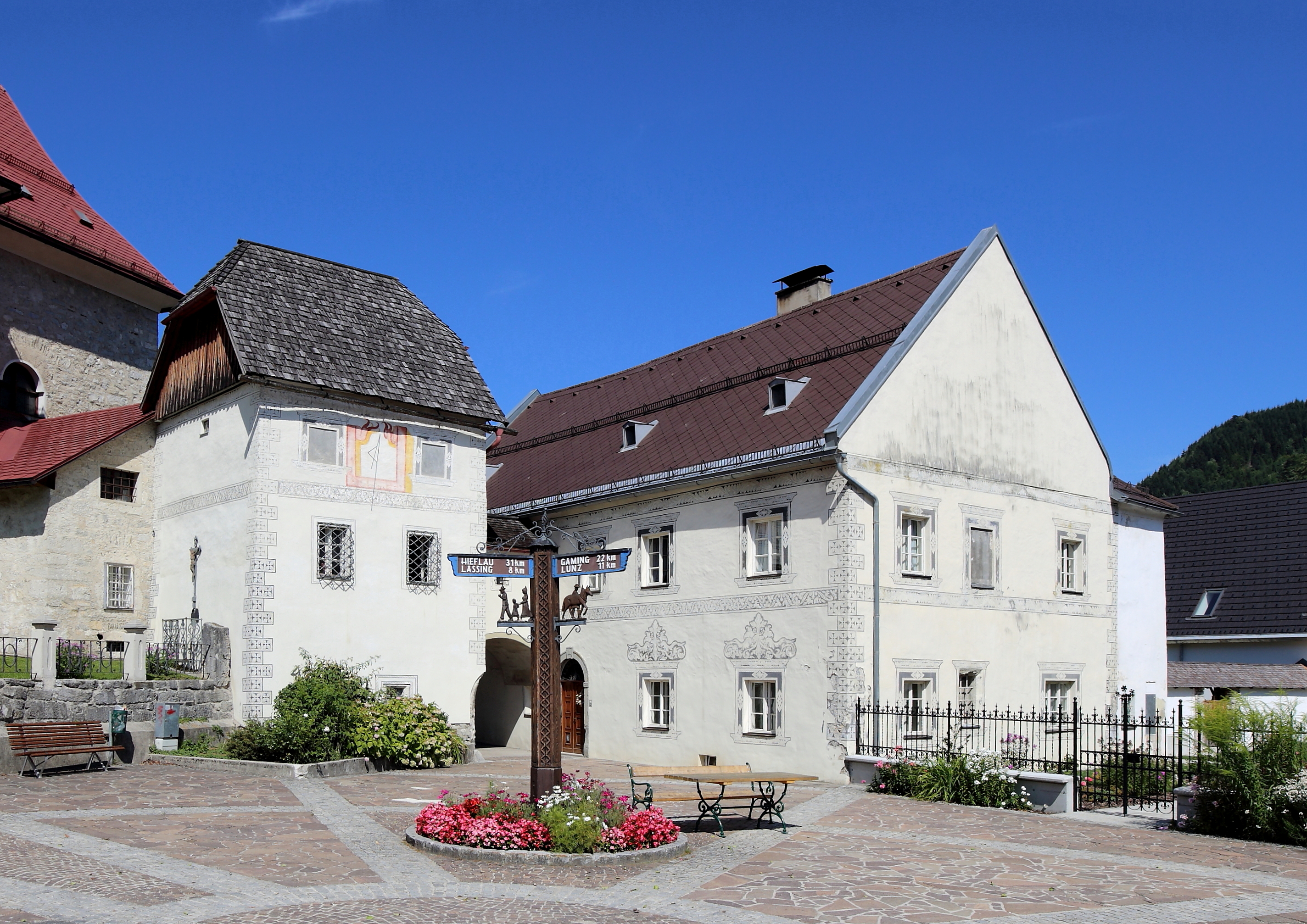
A katolikus plébánia és a Pfarrstöckl

Göstling an der Ybbs a tartomány Mostviertel régiójában fekszik, az Eisenwurzen történelmi tájegységben, az Ybbs és Göstlingbach folyók találkozásánál, a Göstlingi-Alpokban.  Legmagasabb pontjai a Hochkar (1808 m) és a Dürrenstein (1878 m). Területének 82,4%-a erdő, 9,5% áll mezőgazdasági művelés alatt. Az önkormányzat 13 települést és településrészt egyesít: Eisenwiesen (28 lakos 2022-ben), Göstling an der Ybbs (561), Großegg (2), Hochreit (114), Königsberg (85), Lassing (151), Mendling (18), Oberkogelsbach (42), Pernegg (26), Steinbachmauer (80), Stixenlehen (333), Strohmarkt (336) és Ybbssteinbach (212). A kataszteri közösségek Göstling, Hochreit, Königsberg, Lassing, Steinbachmauer és Ybbssteinbach.
A környező önkormányzatok: nyugatra Hollenstein an der Ybbs, északnyugatra Sankt Georgen am Reith, északkeletre Lunz am See, keletre Gaming, délkeletre Wildalpen, délnyugatra Landl (utóbbi kettő Stájerországban).

## Története
Göstlinget 1305-ben említik először a freisingi urbáriumban. 1316-ban már megemlítenek egy itteni vasércfeldolgozó hámort. Az ércet eleinte a Dürrenbergen bányászták, de később kizárólag a stájerországi Erzbergből szerezték be. A 16. században a Mendling völgyében kiépített útnak (melyen délről ércet, északról élelmiszert szállítottak) köszönhetően Göstling virágzott. Az út utolsó eredeti szakasza ma Lassingban látható. 
1862-ben Göstlinget mezővárosi rangra emelték.
A 19. században a kisipari ércfeldolgozás hanyatlásával a fakitermelés vált a helyi gazdaság húzóágazatává. A Mendling völgyében látható az egyik utolsó közép-európai faúsztató üzem. 
Az 1938-as Anschluss után Göstlinget a Német Birodalom Niederdonau gaujába osztották be. 1944 júliusa és 1945 áprilisa között 76 magyar zsidó kényszermunkást (23 férfit, 42 nőt és 11 gyereket) dolgoztattak a helyi útépítéseken; április 12-13 éjszakáján valamennyiüket kivégezték, barakkjaikat pedig felgyújtották.

## Lakosság
A Göstling an der Ybbs-i önkormányzat területén 2021 januárjában 1988 fő élt. A lakosságszám 1900 óta 1900-2000 körül stagnál. 2019-ben az ittlakók 96,3%-a volt osztrák állampolgár; a külföldiek közül 0,9% a régi (2004 előtti), 2,1% az új EU-tagállamokból érkezett. 2001-ben a lakosok 96,5%-a római katolikusnak, 1,5% pedig felekezeten kívülinek vallotta magát. Ugyanekkor 8 magyar élt a mezővárosban; a legnagyobb nemzetiségi csoportot a németek (98,1%) mellett a horvátok alkották 0,6%-kal.  
A népesség változása:

| 2016 | 2 085 |
| 2018 | 2 058 |

## Látnivalók
- a Szt. András-plébániatemplom
- a lassingi Szt. Lőrinc-plébániatemplom
- a település életét korábban meghatározta a vasipar, ennek emléke a számos hámor és udvarház, mint pl. a 16. századi Fassziehhammer, a reneszánsz sgrafittóval díszített Pfarrstöckl vagy a Fürstenhaus volt kereskedőház.
- az ybbstali sós fürdő
- a Hochkar lejtőin jól kiépített sípályák találhatóak, a környező hegyekben pedig nyáron túrázásra nyílik lehetőség.

## Híres göstlingiek
- Olga Pall (1947-) olimpiai bajnok műlesikló

## Testvértelepülések
- Purkersdorf (Ausztria)
- Hüttenberg (Németország)

## Fordítás
- Ez a szócikk részben vagy egészben  a   Göstling an der Ybbs című német Wikipédia-szócikk ezen változatának fordításán alapul.  Az eredeti cikk szerkesztőit annak laptörténete sorolja fel. Ez a jelzés csupán a megfogalmazás eredetét és a szerzői jogokat jelzi, nem szolgál a cikkben szereplő információk forrásmegjelöléseként.